# 終身雇用
終身雇用（しゅうしんこよう）は、同一企業で業績悪化による企業倒産が発生しないかぎり定年まで雇用され続けるという、日本の正社員雇用においての慣行である。長期雇用慣行（ちょうきこようかんこう）ともいう。「新卒一括採用、終身雇用、年功序列賃金・昇進制度、定年、企業内教育」として、日本型雇用システムのひとつを形成する。
終身雇用は普遍的なものではなく、大企業では従業員の 38.9% であったが（2016年）、中小企業ではあまり普及していない。

## 語源
ジェイムズ・アベグレンは、 1958年の著書で日本の雇用慣行を「lifetime commitment」と名付けたが、 日本語訳版で「終身の関係」と訳され、 これから終身雇用制と呼ばれるようになった、とされている。 アベグレンは、年功序列、企業別労働組合とともに日本的経営の特徴であるとした。
なお、アベグレンの原文は "permanent employment system" であり、「終身雇用」と和訳されたともいう。
1959年、日経連労務管理研究会は『定年制度の研究』を出版し、そのなかで「終身雇用こそ日米の企業活動を分かつ決定的な相異点」であるとした。
ただし lifetime にせよ permanent にせよ定年があるから、終身とはいえず、また誤訳である。この英訳は「死ぬまで働く（働かせる）」という曲解に直結するし、そのことを踏まえた上で、日本語でもあまり自覚せずに使われる「終身雇用」という言い方は「長期雇用」と認識を新たにし、言葉を選んだ方が適切である。

## 歴史
終身雇用制の成立を江戸時代以前の丁稚奉公制度に求める意見もあるが、現在のような長期雇用慣行の原型がつくられたのは大正末期から昭和初期にかけてだとされている。
1900年代から1910年代にかけて熟練工の転職率は極めて高く、より良い待遇を求めて職場を転々としており、当時の熟練工の5年以上の勤続者は1割程度であった。
企業側としては、熟練工の短期転職は大変なコストであり、大企業や官営工場が足止め策として定期昇給制度や退職金制度を導入し、年功序列を重視する雇用制度を築いたことに起源を持つ。しかしこの時期の終身雇用制は、あくまで雇用者の善意にもとづく解雇権の留保であり、明文化された制度としてあったわけではないとされる。
しかし、日本における終身雇用の慣行は、第二次世界大戦による労働力不足による短期工の賃金の上昇と、敗戦後の占領行政による社会制度の改革により、一旦は衰退する。
その後第二次世界大戦終戦後、人員整理反対の大争議を経験した日本の大企業は高度経済成長時代には可能な限り指名解雇を避けるようになった。その後50年代から60年代にかけては、神武景気、岩戸景気と呼ばれる好況のまっただなかにあり、多くの企業の関心は労働力不足のほうにあった。そのため、この時期に特に大企業における長期雇用の慣習が一般化した。1970年代に判例として確立した整理解雇の四要件や、労働組合の団結により実質的に使用者の解雇権の行使も事実上制限されるようになった。

## 現況

### 労働者派遣法とその影響
バブル崩壊後の1996年の労働者派遣法改正により26業種の労働者派遣が認可、次いで1998年の派遣適用対象業務が事実上自由化（一部を除く）は、企業側の雇用価値観を変化させ、終身雇用者数の減少と派遣雇用者数の増加につながった。
経済成長期に慣習であった一家の男性を稼ぎ頭とした日本型終身雇用制度は、その美点とされた世帯の経済保障が崩れ、不安定な収入を経済事由とした出生率の低下、それまで減少傾向であった生活保護費の増加や年金保険料の未払いなど国の社会保障制度にも問題が波及し、2000年以降の国の政策にも影響を与えた。
また、経済的に消費者がより安価なものを求めた結果、失われた20年と揶揄されるデフレーション長期化の一因となり、バブル崩壊後の名目経済成長において足枷となった。これは国内の企業業績にも影響を与え、終身雇用から派遣業者委託雇用制度に移行し、人件費軽減の恩恵を受けた多くの企業も業績低迷に苦しめられた。
終身雇用者数の減少と派遣雇用者数の増加は、2000年以降の「格差社会」といった言葉が生れる土壌ともなったと指摘され、経済的影響が顕著とされる自殺者総数は、1998年以降から厚生労働省の人口動態統計において高水準で推移している。

### 解雇の状況と方法
1990年代から2000年代にかけて、多くの日本企業は円高や国際競争、平成不況の中で、人件費の圧迫と過剰雇用に直面し、雇用の調整が大きな経営課題となった。これに対して、一度採用した正社員を解雇する際には、上述のように、場合によっては解雇した従業員からの解雇無効訴訟のリスクを抱えてしまい、相当の覚悟を要する。
このような状況下での日本特有の雇用調整プロセスとして、正社員に対する残業の規制、配置転換や出向、早期退職制度やパートタイマー・期間工に対する契約更新中止、新規採用の中止などの方法が取られている。

### 終身雇用の崩壊
少子化、日本経済停滞などにより昨今では日本的経営であった終身雇用や年功序列を維持することは、一層困難になってきている。内閣府経済社会総合研究所の研究グループは年功賃金と終身雇用を企業が維持することが困難になったとする研究結果をまとめた。しかしながら、終身雇用が崩壊したと言えども日本では長期雇用の慣習が残っており、日本の転職率は欧米の半分以下である。
なお、「会社の寿命30年」（盛期という意味では今や「5年」とも）説も健在であり、それにのっとれば会社の寿命より一般的な労働人生の方が長いことになる。終身雇用と言えるような実態は従業員1000人以上の大企業の男性社員に限られており、その労働人口に占める比率は8.8％にすぎない。

## 法的な位置付け

### 定義と労働契約上の区分
終身雇用された従業員との間に結ばれている労働契約は、労働基準法上（労働基準法第14条）は、「期間の定めのない雇用」（＝「無期雇用」）である。
法的には、「終身雇用」という言葉は存在しない。また、企業でも、就業規則などで「終身雇用制度」の対象従業員か否かに言及しているわけではない。終身雇用とは、年功序列型賃金制度や退職金制度を背景とした従業員の低い離職率とあいまって、労働力を調整する必要がある際には解雇しない代わりに企業内労働市場・企業グループ内労働市場の中で転勤を含む出向・異動を行うことを代償として約束された不文律又はその結果、または、高度経済成長期での日本全体の経済拡大による企業の長期的な業績拡大の中で雇用調整をする必要がなかった結果として長期に雇用が継続されてきた実態そのものを指すと捉えるのが自然だろう。
法令上の定義はなく、また、不文律または結果としての実態を指していう言葉であって明確な判断基準がないこともあり、終身雇用されている従業員が全国で何人いるかという政府統計はない。

### 解雇権濫用の法理
雇用主が従業員を解雇し、従業員がその解雇を無効として争う場合、裁判所がその解雇を権利の濫用と認定し、解雇を無効と判決することがある。これが、解雇権濫用の法理である。
解雇権濫用の法理は旧来判例で認められてきたものだが、2003年（平成15年）の労働基準法改正によって、労働基準法第18条の2に明文化された。そこには、「解雇が客観的に合理的な理由を欠き、社会通念上相当であると認められない場合は、その権利を濫用したものとして、無効とする」と示されている。なおこの条文、今は2008年（平成20年）3月に施行された労働契約法16条にそのまま移行されている。
日本の雇用は、こうした解雇権濫用の法理によって、法的に保護されているといえる。これは他の先進国・特に欧州にも存在する観念であり、正当な経営上の理由がない限り解雇は違法となっている。ただしその基準は各国において異なる。
終身雇用の慣行の下、この解雇権濫用法理ともあいまって、日本の正社員は、景気後退期においても雇用の安定が図られてきた。

## 論点
終身雇用は、戦後の高度成長に適した制度として発展した。しかし、長期に渡る経済停滞によってさまざまな問題点が顕在化し、経済学者や評論家などから終身雇用の見直しが提案されている。

### 企業内教育と経済合理性
企業側から見た長期雇用の利点は、長期的な展望に基づく企業内教育による人材育成への投資が行いやすいという点である。人材育成のための企業の教育投資は、企業からすれば短期的な利益に繋がらないコストであるために、労働市場の流動化は企業が社員に対する教育投資を減らすことに繋がる懸念がある。
また、教育訓練に対する従業員の意欲や、企業忠誠心を高く維持することができる。
仮に需要が低下し雇用が過剰になったとしても、それが一時的で、将来的に需要が回復するのならば、すでに費用を投じて教育訓練を施している従業員を雇い続けるのが合理的である。将来の教育訓練費用を節約できるからである。このような余剰労働力を労働保蔵（labor hoarding）とよぶ。
一方で、需要の低下した状態が長期に渡ると、労働保蔵は企業収支を圧迫し続ける。経済協力開発機構（OECD）の調査結果によれば、労働者の平均勤続年数が短い国ほど高い生産性の伸び率を示す傾向にある。

### 労働者の消費心理への影響
労働者側にとっても、雇用が長期間継続され収入が安定するという見込みは、生活の安定と心理的な安心感に貢献している。住宅ローンのような長期的展望に基づいた生活を予測しやすいという利点もある。
しかし、この影響を受けるのは終身雇用に守られた正規労働者に限られる。労働者全体のおよそ三分の一を占める非正規労働者にとっては、これは当てはまらない。

### 適切な労働力配置への妨げ
終身雇用のもとでは人員整理や転職が難しく、経済の変化に伴う企業間・産業間の適正な労働力配置の妨げになるということが指摘されている。
企業にとっては、業績が悪化して労働力が余剰となった場合にも、終身雇用に守られた労働者の整理解雇は困難である。労働者にとっても、他の企業による中途採用の機会が乏しく、また年功賃金による若い頃の「出資」を回収する必要性から、企業の業績が悪化したとしても途中で辞めることは非合理的な選択となる。
意識調査によれば、現在の職場に不満を持つ労働者の割合は、アメリカ人の8%に対し、日本人では20%と大きな差がある。

### 技術革新
終身雇用は技術革新の導入を容易にしたという指摘がある。終身雇用下では余剰人員が配置転換によって他部門に吸収されるために、技術革新による失業への脅威を減らし、新技術の導入を容易にしたというものである。

### 正規労働者と非正規労働者の格差
企業は業績変動に合わせて雇用調整を行う必要がある。しかし、終身雇用のもとでは、正規労働者の整理解雇は困難である。そこで、契約社員や派遣社員などの非正規労働者が景気変動のリスクを受ける形となる。
正社員の終身雇用を前提とした日本型雇用が均等待遇実現を阻んでいる。
これによって、非正規労働者（主に女性と高齢者）との間に大きな賃金と所得の格差をもたらし、労働市場が二極化しているとOECDは報告している。

### 女性差別
女性は出産・子育てで休職期間ができるので、長期雇用前提の制度下では、補助的な役割しか与えられない傾向にある。女性の社会進出が進む中で、キャリア志向の女性にとっては子供を持つことの機会費用が大きく、少子化の一因となっている。

### 転勤や単身赴任
終身雇用の代償として、供給労働力を調整するため、出向、転勤など企業内労働市場、企業グループ内労働市場の中での異動が行われる。欧米では、幹部を海外法人に派遣するような場合を除けば、ほとんど存在しない。

### 長時間労働
終身雇用は、正社員の長時間の残業の原因となっているという指摘がある。なぜならば、終身雇用を前提とした雇用システムでは、不況期に余剰労働力の整理を行いにくいため、好況期の人手不足に対して、新規採用ではなく正社員の長時間労働で乗り切ることを迫るためである。終身雇用を名目とした、正社員の長時間労働の要求に対して、労働者側が断わりにくい土壌があるのではないかと指摘されている。

### 書籍
- James C. Abegglen (1958). The Japanese Factory
- 間宏『日本労務管理史研究 ― 経営家族主義の形成と展開』（初版）御茶の水書房、1984年。
- 占部都美『日本的経営を考える』（初版）中央経済社、1987年。
- 関口功『終身雇用制』（初版）文眞堂、1996年。ISBN 4-8309-4211-8。
- 野村正實『日本的雇用慣行 全体像構築の試み』（初版）ミネルヴァ書房、2007年。ISBN 978-4-623-04924-0。
- 村上綱実『非営利と営利の組織理論―非営利組織と日本型経営システムの信頼形成の組織論的解明』（第二版）絢文社、2014年。ISBN 978-4-915416-16-3。

### 論文
- 濱秋純哉; 堀雅博、前田佐恵子、村田啓子. “Is the Japanese employment system degenerating? Evidence from the Basic Survey on Wage Structure” (PDF) (English). 2010年3月20日閲覧。

## 関連文献・記事
- CiNii>終身雇用